# Tromjogan
Tromjogan, Trom-Jugan (ros. Тромъёган, Тром-Юган) – rzeka w Rosji, prawy dopływ Obu. Ma 581 km długości, średni przypływ wynosi 425 m³/s, a dorzecze zajmuje powierzchnię 55 600 km², co stanowi 1,86% powierzchni dorzecza Obu.
Źródła rzeki znajdują się w Uwałach Syberyjskich, skąd wypływa z małego jeziora Torymjawintyjłor na wysokości 139,8 m n.p.m. Płynie przez Nizinę Zachodniosyberyjską w kierunku południowo-wschodnim, silnie meandrując w środkowym biegu. Po przyjęciu rzeki Agan skręca w kierunku zachodnim, uchodząc do rzeki Ob na wysokości 27,8 m n.p.m., w pobliżu miasta Surgut. 
W dorzeczu rzeki znajdują się pokłady ropy naftowej i gazu.

## Główne dopływy
Rzeka Tromjogan ma 29 dopływów o długości ponad 20 km, z których 8 ma długość ponad 100 km. Dopływami są między innymi:
- Aj-Tromjogan
- Kutłopjawin
- Lukjagun
- Riepornjagun
- Murojagun
- Pajłorjagun
- Omorjagun
- Niatłongajagun
- Sukurjagun
- Tlattyjagun
- Entl-Imijagun
- Aj-Imijagun
- Limpas
- Sawujpieu
- Waczingurijjagun
- Egutjagun
- Ontyngjagun
- Ingujagun
- Ortjagun
- Sylkyjagun
- Ultjagun
- Kottymjogan
- Agan
- Jagmun-Jagun
- Mochowaja